# Саратовский завод энергетического машиностроения
Саратовский завод энергетического машиностроения (Сарэнергомаш, бывший Саратовский завод тяжелого машиностроения или СЗТМ) — одно из старейших машиностроительных предприятий города Саратов, специализирующееся на производстве вспомогательного энергетического оборудования. Директор общества Игорь Александрович Никонов, председатель общества Николай Николаевич Кочегаров (1972г).

## Расположение
Предприятие находится в центральной части города, в Октябрьском районе, рядом с локомотивным депо Саратов, имеет часть путей в общем пользовании с депо. У проходной завода расположена платформа Локомотивное депо. С другой стороны расположена станция Саратов-2.

## История
Предприятие основано как железнодорожные мастерские по ремонту паровозов в 1871 году, когда Саратов получил железнодорожное сообщение с Центральной Россией.
Железнодорожные мастерские Тамбово-Саратовской железной дороги позже были преобразованы в паровозоремонтный завод.
Саратовский паровозоремонтный завод в годы Великой Отечественной войны был передан из системы наркомата путей сообщения в Наркомат танковой промышленности. Здесь была размещена часть эвакуированного из Подольска завода № 180. В  октябре 1941-го сюда прибыло оборудование  и  рабочие с Ижорского завода  из Ленинграда. К январю 1942 года завод закончил подготовку к производству башен и корпусов танков Т-50, однако получил задание на выпуск бронекорпуса танков T-60.
С 1950 года производит обширную номенклатуру тепломеханического и котельно-вспомогательного оборудования, которое применяется практически во многих сферах деятельности человека: в промышленной и коммунальной энергетике, тепловых и атомных электростанциях, нефтегазодобывающей, металлургической, целлюлозно-бумажной, горнообогатительной промышленности, сельском хозяйстве.
В сложные 90-е годы завод выпускал оснащение для тепловых и атомных электростанций.

## Продукция
Предприятие производит теплообменное оборудование для электростанций, промышленных и бытовых котельных, аппараты химической очистки воды, нефтяное оборудование (подогреватели).
География сбыта — Россия, Казахстан и Белоруссия. Котельное оборудование, производимое заводом, востребовано в проектах, реализующихся в рамках региональных целевых программ энергосбережения.